# Néa Pentéli
Néa Pentéli (Nea Penteli) är en ort i Grekland.   Den ligger i prefekturen Nomarchía Athínas och regionen Attika, i den sydöstra delen av landet, 15 km nordost om huvudstaden Aten. Néa Pentéli ligger 482 meter över havet och antalet invånare är 7 198.
Terrängen runt Néa Pentéli är kuperad åt nordost, men åt sydväst är den platt. Néa Pentéli ligger uppe på en höjd.Runt Néa Pentéli är det tätbefolkat, med 286 invånare per kvadratkilometer. Närmaste större samhälle är Aten, 15,4 km sydväst om Néa Pentéli. Trakten runt Néa Pentéli består till största delen av jordbruksmark.